# اینویزیبلیا
اینویزیبلیا (انگلیسی: Invisibilia) یک برنامهٔ رادیویی و پادکست از رادیو عمومی ملی بود که در اوایل سال ۲۰۱۵ شروع به کار کرد و «نیروهای نامشهودی را که رفتار انسان را شکل می‌دهند—چیزهایی مانند ایده‌ها، باورها، فرضیات و احساسات» را مورد بررسی قرار می‌داد. عنوان این برنامه در زبان لاتین به معنای «چیزهای نامرئی» است. روزنامهٔ گاردین، برنامهٔ اینویزیبلیا را در بین ۱۰ پادکست جدید برتر سال ۲۰۱۵ قرار داده‌است. تا زمان پخش فصل هفتم این پادکست، این برنامه به میزبانی کیا میاکا ناتیس و یووی شاو اجرا می‌شد. فصل‌های قبلی نیز توسط لولو میلر، آلیکس اشپیگل و هانا روزین میزبانی می‌شدند.
در پی تصمیم رادیو عمومی ملی برای کاهش هزینه‌های خود، در مارس ۲۰۲۳ اعلام شد که تولید این پادکست متوقف شده‌است.

## پیش‌زمینه
آلیکس اشپیگل بنیان‌گذار برنامهٔ این زندگی آمریکایی بود و به صورت کارمزدی برای میز علمی ان‌پی‌آر، که موضوعات روان‌شناسی و رفتارهای انسانی را پوشش می‌داد، فعالیت می‌کرد. در سومین جشنواره بین‌المللی صوتی کوست شیکاگو، اشپیگل با لولو میلر، تهیه‌کنندهٔ سابق ردیولب ملاقات کرد و از او خواست تا قطعه‌ای را که در حال کار بر روی آن بود، تولید کند. این دو شروع به همکاری در زمینهٔ داستان‌های رادیویی کردند و برنامهٔ طولانی‌مدت جدیدی را طراحی کردند که بنا بود به اینویزیبلیا تبدیل شود. نخستین فصل شش‌قسمتی این مجموعه از ژانویه تا فوریهٔ ۲۰۱۵ پخش شد و گزیده‌هایی از آن گهگاه در همه‌چیز مد نظر است، نسخه صبح، ردیولب و این زندگی آمریکایی پخش می‌شد. پخش اضافی این پادکست در برنامه‌های دیگر و سابقهٔ میلر و اشپیگل به اینویزیبلیا کمک کرد تا در رتبهٔ نخست جدول پادکست آی‌تیونز قرار گیرد و در ماه‌های پس از راه‌اندازی خود بتواند این رتبهٔ برتر را حفظ کند. هانا روزین از آتلانتیک به‌عنوان مجری فصل دوم به این برنامه پیوست؛ فصلی که در ژوئن ۲۰۱۶ برای نخستین بار و در هفت قسمت پخش شد. فصل سوم این برنامه در ژوئن ۲۰۱۷ آغاز شد و اشپیگل و روزین نیز میزبانی آن را بر عهده داشتند. آتلانتیک اپیزود «چگونه بتمن شویم» را در فهرست «۵۰ قسمت برتر پادکست سال ۲۰۱۵» قرار داد.
در ژوئن ۲۰۲۰، رادیو عمومی ملی اعلام کرد که اشپیگل و روزین سمت خود در این برنامه را تا اوایل سال ۲۰۲۱ ترک خواهند کرد، و کیا میاکا ناتیس و یووی شاو به‌عنوان مجریان جدید برنامه معرفی شدند و فصل هفتم آن نیز در آوریل ۲۰۲۱ به میزبانی ناتیس و شاو پخش شد. فصل هشتم این مجموعه در سپتامبر ۲۰۲۱ پخش شد.
در مارس ۲۰۲۳، رادیو عمومی ملی اعلام کرد که به‌عنوان بخشی از تلاش‌های بزرگ‌تر به‌منظور کاهش هزینه‌ها، ساخت و تولید پادکست اینویزیبلیا متوقف خواهد شد.

### جوایز
| جایزه                     | سال  | دسته‌بندی           | نتیجه    | منبع   |
| ------------------------- | ---- | ------------------ | -------- | ------ |
| جوایز آکادمی پادکسترها    | ۲۰۱۷ | علوم و پزشکی       | فینالیست | [ ۱۳ ] |
| جوایز آکادمی پادکسترها    | ۲۰۱۶ | علوم و پزشکی       | برنده    | [ ۱۴ ] |
| جوایز پادکست رادیو آی‌هارت | ۲۰۲۲ | بهترین پادکست علمی | نامزدشده | [ ۱۵ ] |
| جوایز پادکست رادیو آی‌هارت | ۲۰۲۱ | بهترین پادکست علمی | نامزدشده | [ ۱۶ ] |
| جوایز پادکست رادیو آی‌هارت | ۲۰۲۰ | بهترین پادکست علمی | نامزدشده | [ ۱۷ ] |
| جوایز پیبادی              | ۲۰۱۵ | پادکست و رادیو     | نامزدشده | [ ۱۸ ] |